# فرانک بی باک
فرانک بی باک (انگلیسی: Fearless Frank) یک فیلم به کارگردانی فیلیپ کافمن است که در سال ۱۹۶۷ منتشر شد. از بازیگران آن می‌توان به جان ویت اشاره کرد.